# 機會中獎稅
機會中獎稅，中國、澳門、台灣、日本、韓國皆稱作「機會中獎稅」、俗稱彩票中獎稅，是稅種之一類，係指凡參加各種競技比賽或各機關團體、公司行號等抽獎活動，獲勝或中獎所取得的獎金或獎品，就是競技競賽及機會中獎的獎金或給與。按得獎人為課稅單位，並併綜合所得稅合併申報。世界各地有不同的課稅率系統。

## 課稅對象
1. 電視、電台所舉辦的競賽，有獎猜謎活動、電話問答猜謎、商品廣告附空盒郵寄抽獎…
2. 各機關、團體、公司行號於報章雜誌所刊登的徵文比賽、常識測驗比賽或晚會、尾牙活動摸彩…
3. 各種體育協會或社團舉辦各項運動比賽、技藝、智能比賽等活動。
4. 政府舉辦之獎券或統一發票的中獎獎金。

## 各地稅賦規定

### 臺灣
1. 領有中華民國內政部核發之自然人身分證且為居住於國內之個人者、或為國內有固定營業場所的營利事業，除中獎金額需扣10%之外，另扣所給付金額的10%。[3]
2. 若中獎人不屬於在國內居住的個人者、或在國內沒有固定營業場所的營利事業。除中獎金額需扣20%之外，另扣所給付金額的20%。[3]
3. 個人取得政府舉辦的獎券中獎獎金採分離課稅，每聯（組、注）獎額超過2000元者，按給付全額扣取20%，每聯（組、注）獎額不超過2000元者，免予扣繳。該獎金所得均不得再計入綜合所得總額申報課稅，所扣繳的稅款亦不得抵繳或申請退還。[3]
4. 若中獎實物為電視、照相機等，發給時應依下述方法辦理扣繳：獎品是由給獎單位買進後再行贈與給中獎人時，給獎單位是當然之扣繳義務人，應按購買獎品的統一發票（含進項稅額）或收據的金額，依照上述（二）1、2、規定的扣繳率辦理扣繳。如獎品係由給獎單位自行生產製造的，則按獎品成本的金額，依照上述（二）1、2、規定的扣繳率辦理扣繳。
5. 若其中獎金額在完稅後仍超過價值新台幣五千元以上者，則必須自行先繳2%的所得稅。
6. 「政府舉辦之獎券中獎獎金」統一發票和公益彩券，免扣繳稅款門檻於108年12月1日提高至5,000元。於給付獎金時扣繳20%稅款，不必併入個人綜合所得稅計算。[4]

### 中國大陸
中華人民共和國国家税务总局《个人所得税代扣代缴暂行办法》第九条有明确的规定：“扣缴义务人在代扣税款时，必须向纳税人开具税务机关统一印制的代扣代收税款凭证，并详细注明纳税人姓名、工作单位、家庭住址和居民身份证或护照号码(无上述证件的，可用其他能有效证明身份的证件)等个人情况。”
凡单注奖金在高於10000元時，按国家税法规定，应全额缴纳所中奖金金额的20%作为个人偶然所得税。中奖彩民在支付税款时，可以向收款单位索取由税务机关统一印制的代扣代收税款凭证，作为已纳税凭证。